# 무자퍼 셰리프
무자퍼 셰리프 바솔루(Muzefer Şerif Başoğlu, 1906년 7월 29일 – 1988년 10월 16일)는 튀르키예계 미국인 사회 심리학자였다. 그는 사회적 판단 이론(Social judgment theory)과 현실적 갈등 이론(Realistic conflict theory ,RCT) 개발을 도왔다.

## 같이 보기
- 자동운동 실험